# 入山峠

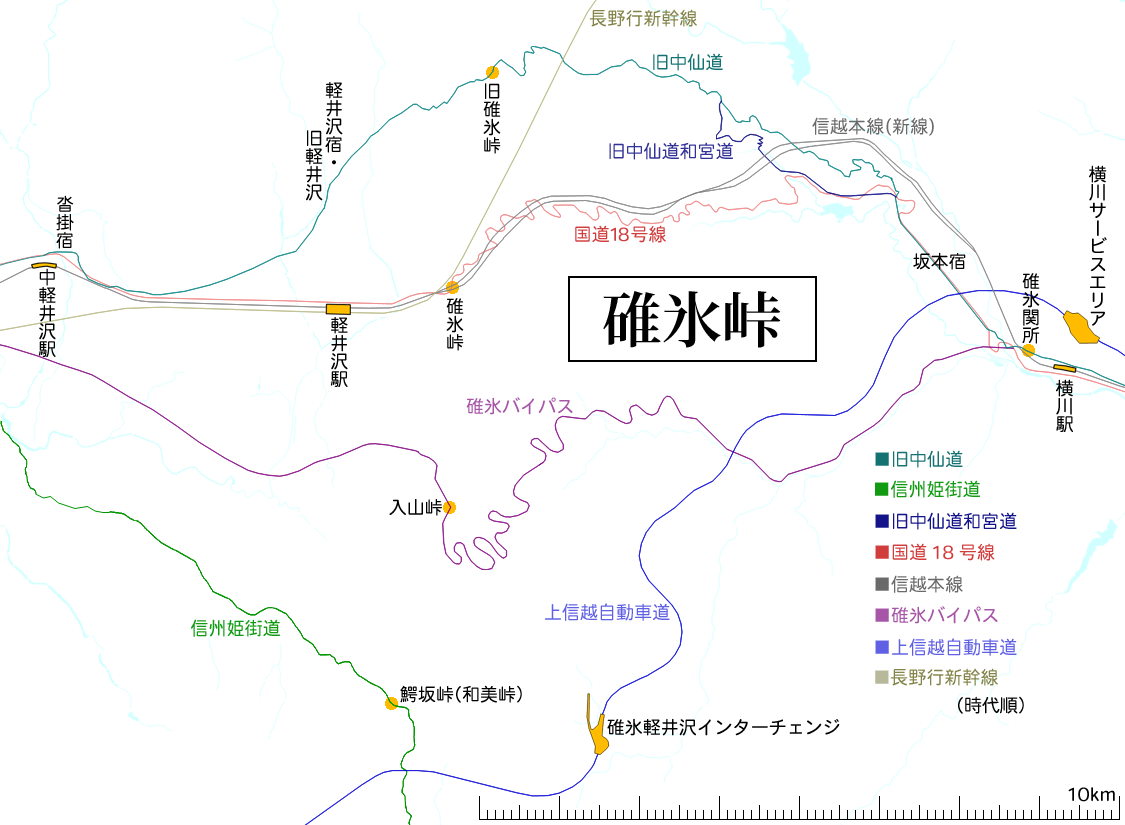
付近の街道と峠の関係

入山峠（いりやまとうげ）は、群馬県と長野県の境に位置する峠。標高は1,038メートル。古代の東山道は入山峠を通っており、当時の碓氷坂とは入山峠をさすと考えられている。現在は碓氷バイパスが通過している。

## 歴史
古代に設置された東山道は、入山峠を通る経路を取っていた。中世になると中山道が開かれ、険峻で防備が容易なことからこちらは北方の碓氷峠を通るようになった。一方、通行が容易で中山道の軽井沢宿や坂本宿での宿継を省くことができる事などから、近世には中山道の裏街道として入山峠を通る入山道が、和美峠を通る下仁田道とともに賑った。入山道は碓氷関と坂本宿の間の原村で分かれ、遠入川を遡上して入山峠を越え借宿村（現・軽井沢町）で中山道に合流する道と、発地（現・軽井沢町）、面替（現・御代田町）などを通り岩村田宿で合流する道があった。ただし、碓氷関の置かれた要害にあるため地元の甘楽郡の入山村・恩賀村にしか通行は認められず、享保18年（1733年）の江戸幕府による信州米買上げの際も、信州から入山村まで輸送された米を入山村の馬に積み替えている。
上記のように入山道は商品輸送路として公的な道ではなかったが、特に信州各藩の米の輸送などで盛んに利用されていた。文政6年（1823年）には入山村で通行料の取立てが行われ、同8年（1825年）には競合する沓掛・軽井沢・坂本の3宿の困窮を理由に通行禁止になった。この禁止によって入山道の農民から不満の声が上がり、一旦は妥協が成立したがその後も紛争が続き、文政10年（1827年）に廻米に限って再び輸送が許可された。その後、弘化4年（1847年）の上田藩の江戸廻米も従来通り入山道を通って松井田宿まで送られるなどし、安政4年（1857年）には沿道の村が入山道の通行差止の撤廃を願い出ている。
1955年の調査で付近から多数の石製祭器が出土し、1969年には碓氷バイパスの工事に先立つ発掘も行なわれ、入山峠が古代の碓氷坂であることが確かめられた。

## 事故
2016年（平成28年）1月15日午前1時55分頃、入山峠の近く（軽井沢駅から約2kmの群馬県・長野県境付近）で、定員45人の大型観光バスがガードレールをなぎ倒して道路脇に転落し、乗員・乗客41人（運転手2人、乗客39人）中全員が死傷（死者15人、負傷者26人。乗員は2人とも死亡）した軽井沢スキーバス転落事故が発生。25名が死亡した1985年の犀川スキーバス転落事故以来の10人超が死亡する事故となったほか、過去30年で最多の死者が出る事故となった。